# 和編鐘
和編鐘（わへんしょう）は、中国2400年前の祭器　編鐘（へんしょう）を日本的にアレンジした楽器。
枠に逆さに吊り下げた銅合金製の鈴を、マレット等で叩いて音を鳴らす。

## 成り立ち
株式会社山口久乗（やまぐちきゅうじょう）製作の「久乗編鐘」の鐘を使用して、2003年「世界水フォーラム」で演奏された。
その後、有機音工房が演奏しやすい形に設計し、2010年に現在の「和編鐘」の形となった。
- 鐘を39個に増やし、従来の１オクターブから３オクターブまで演奏可能となった。
- 和編鐘は音を鳴らした後響きを止める構造を持たないため、響きを残す奏法を可能とした。
- 西洋音階主体に鐘を並び替え、それに合わせて枠を設計したことで、グリッサンド、トレモロ等の奏法を可能とした。

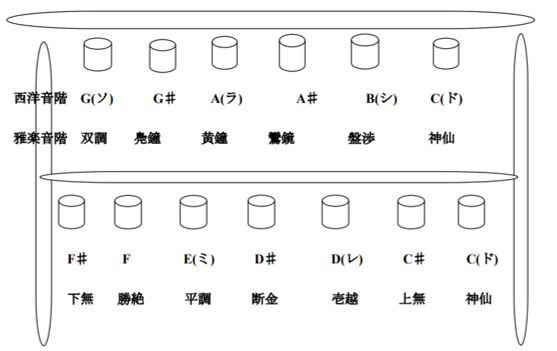
和編鐘イメージ図

## 特性
叩いて音を鳴らした後、鐘に触れて響きを止めることはせず、数々の音の混ざり合った残響も楽しまれる。

### 演奏に適した場所
ホールなどの音響効果が工夫された場所よりも、日本の伝統的な木・紙・土など自然素材で造られている建物などで、音がよく響く。
また、閉じられた空間ではなく、屋根のある空間で空気が流れていく場所もよい。

### 波動の効果
和編鐘の音は、波動が耳だけでなく身体全体に降り注ぐため、身体の細胞も振動する。音と波動が一つになって「和編鐘の響き」を生み出している。

### 構造と音の場所
（図を参照）1オクターブ分（13個）の鐘を１台の枠に吊り下げ、低音部、中音部、高音部の計３台を使用して演奏する。

## 演奏の注意点

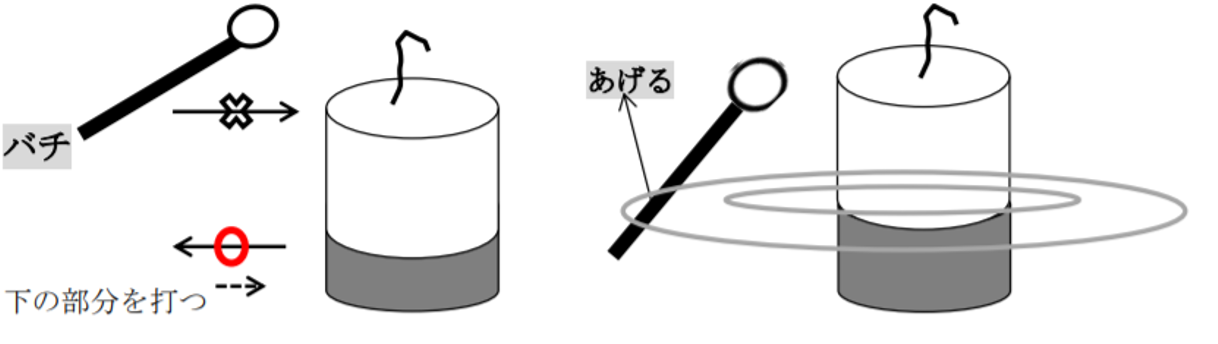
和編鐘の奏法

上の部分ではなく、鐘の淵に近い部分を打って鳴らす。
打った後にバチを持ち上げることで、より音を響かせることができる。

## CD・DVD作品
- 2008年3月10日　編鐘 水の祈り（CD）
- 2019年12月7日　和編鐘へのいざない ―森羅の音・万象のひびき―（CD）
- 音で紡ぐ 長良川（DVD）
- 京音絵巻（CD）